# The Cube
The Cube är en amerikansk TV-film från 1969.

## Om filmen
The Cube regisserades av Jim Henson, som även skrev filmens manus tillsammans med Jerry Juhl. Filmen inspirerade troligtvis regissören Vincenzo Natali som år 1997 gjorde filmen Cube.

## Rollista (urval)
- Richard Schaal - mannen i "the Cube"
- Jean Christopher - sjuksyster Cora
- Eric Clavering - gammal man
- Eliza Creighton - förförerska
- Loro Farrell - Margaret
- Claude Rae - Dr. Conners
- Guy Sanvido - Fritz
- Hugh Webster - Arnie